# Hans Hollerweger
Hans Hollerweger (* 13. Februar 1930 in St. Georgen im Attergau) ist ein österreichischer römisch-katholischer Theologe.

## Leben
Er studierte in Linz Theologie und wurde 1954 zum Priester geweiht. Nach dem Studium an der wissenschaftlichen Abteilung des Deutschen Liturgischen Instituts wurde er 1966 von der Theologischen Fakultät der Universität Salzburg zum Doktor der Theologie promoviert. Seit 1967 lehrte er an der Katholischen Privat-Universität Linz Liturgiewissenschaft. Nach der Habilitation 1972 mit einer liturgiegeschichtlichen Studie zur „Reform des Gottesdienstes zur Zeit des Josephinismus in Österreich“ an der Theologischen Fakultät in Graz wurde er 1972 ordentlicher Professor. Er wurde 1996 emeritiert.

## Schriften (Auswahl)
- Die Reform des Gottesdienstes zur Zeit des Josephinismus in Österreich. Regensburg 1976, ISBN 3-7917-0469-9.
- Kindertaufe. Einführung für Eltern und Paten. Linz 1986, ISBN 3-85329-148-1.
- Den Dank vervielfachen. Warum Messe feiern?. Heiligenkreuz im Wienerwald 2017, ISBN 3-903118-41-9.
- Bei den Christen im Orient. Begegnungen, Erfahrungen, Hilfen. Linz 2018, ISBN 3-903040-33-9.
- Erlebtes im Tur Abdin. Mit einem Vorwort von Erzbischof Timotheos Samuel Aktaş. Initiative Christlicher Orient, Linz 2023.